# AN Radio
AN Radio es una estación de radio en frecuencia modulada con sede en Caracas, Venezuela. Es propiedad de la Fundación ANTV. Su programación combina música de tipo tropical-caribeña y espacios de información y opinión.
Hasta el 31 de diciembre de 2015 la emisora fue propiedad del Ministerio del Poder Popular para la Comunicación y la Información y era operado por la Asamblea Nacional de Venezuela.

## Historia
La frecuencia de 102.3 MHz en Caracas había pertenecido anteriormente al Circuito Nacional Belfort (CNB). En 2009, el gobierno venezolano revocó la concesión de la frecuencia a CNB y se la entregó a la Asamblea Nacional de Venezuela. AN Radio inició sus transmisiones el 15 de diciembre de 2009.
El 10 de diciembre de 2015, los diputados del PSUV en la Asamblea Nacional aprobaron el traspaso de AN Radio y de ANTV a sus empleados.  El cambio de administración se generó como consecuencia de los resultados de las Elecciones parlamentarias de Venezuela de 2015 y de las declaraciones del diputado Henry Ramos Allup. Sin embargo, algunos expertos señalaron que, además de confuso, el traspaso es ilegal.

## En 2021
AN Radio esta en el Satélite de FTA Venezuela juntos con las emisoras de Radio.